# Novelizace Ústavy České republiky zavádějící přímou volbu prezidenta republiky
Novelizace Ústavy České republiky zavádějící přímou volbu prezidenta republiky byla provedena ústavním zákonem č. 71/2012 Sb., který změnil Ústavu České republiky, a to tak, že dosavadní nepřímý způsob volby hlavy státu prostřednictvím volitelů (poslanců a senátorů) byl změněn na přímou volbu prostřednictvím všech českých občanů.  

## Legislativní záměr
Po volbách do Poslanecké sněmovny v roce 2010 byla jmenována nová středopravicová vláda Petra Nečase. Nová vláda se zavázala prosadit změnu Ústavy České republiky, která by do českého právního řádu zakotvila přímou volbu prezidenta republiky. Dosud byla hlava státu volena na společné schůzi obou komor Parlamentu České republiky. Volba prezidenta republiky v roce 2008 byla však natolik kontroverzní, že se tento způsob volby hlavy státu ukázal jako dlouhodobě neudržitelný a nedůstojný tak vysoké ústavní funkci. Volbu totiž provázela řada nejasností a sporů. Někteří zákonodárci se stali terčem vyhrožování, když jim údajně chodily poštou dopisy s kulkami od střelných zbraní.
Dne 20. června 2011 vláda předložila návrh ústavního zákona s cílem uzákonit přímou volbu prezidenta republiky všemi občany. Protože se ale jednalo o zákon ústavní, bylo zřejmé, že bez dostatečné politické podpory napříč politickým spektrem zákon přijat nebude. Díky tomu se opoziční ČSSD podařilo například prosadit, aby imunita prezidenta republiky byla nově omezena pouze na dobu výkonu funkce. Další její požadavek na změnu způsobu jmenování členů bankovní rady České národní banky však zákonodárci odmítli.

## Legislativní proces schvalování zákona
Vláda České republiky předložila Poslanecké sněmovně Parlamentu České republiky návrh zákona ke schválení dne 20. června 2011.[zdroj?] Poslanecká sněmovna vyslovila s návrhem zákona souhlas dne 14. prosince 2011.[zdroj?] Ze 192 přítomných poslanců pro návrh hlasovalo 159 a tři byli proti.[zdroj?] V té době již petici za uzákonění přímé volby podepsalo více než 100 000 občanů.[zdroj?] Senát Parlamentu České republiky návrh zákona přijal dne 8. února 2012.[zdroj?] Pro jeho schválení se vyslovilo 49 ze 72 přítomných senátorů a 22 z nich bylo proti.[zdroj?] Prezident republiky zákon podepsal 17. února 2012. Dne 12. března 2012 byl zákon vyhlášen pod číslem 71/2012 Sb. ve Sbírce zákonů a účinný je od 1. října téhož roku. Tímto datem se normy ústavního zákona začlenily přímo do Ústavy a změnily tím způsob volby hlavy státu, obsažený  v jejím čl. 54 odst. 2 a především čl. 56.

## Prováděcí zákon
Článek 58 Ústavy říká, že „další podmínky výkonu volebního práva při volbě prezidenta republiky, jakož i podrobnosti navrhování kandidátů na funkci prezidenta republiky, vyhlašování a provádění volby prezidenta republiky a vyhlašování jejího výsledku a soudní přezkum stanoví zákon.“. Tímto zákonem se stal zákon o volbě prezidenta republiky a o změně některých zákonů (zákon o volbě prezidenta republiky) (č. 275/2012 Sb.).